# 土浦市立菅谷小学校
土浦市立菅谷小学校（つちうらしりつすがやしょうがっこう）は茨城県土浦市菅谷町にある公立小学校。略称は菅谷小、菅谷。
本校の所在地「菅谷町」の正式の読み方はすげのやまちであるが、本校は「すがやしょうがっこう」が、正式な読み方である。

## 沿革
- 1986年（昭和61年）4月1日、土浦市立菅谷小学校が新規開校。

### 開校に至る経緯
（この部分の出典）
- 本校の開校以前に、菅谷町内にあった上大津東小学校菅谷分校の老朽化、菅谷分校の4 - 6年生児童の上大津東小学校の本校への遠距離通学の問題[3]、白鳥町の児童の上大津西小学校への遠距離通学の問題、神立小学校の児童数の急増による学級数の問題を解決するため、本校の開校へと至った。
- 校名の候補には、「上大津北小学校」「鶴沼小学校」「菅谷小学校」が挙がっていた。

## 通学区域
（この部分の出典）
- 菅谷町
- 白鳥町
- 神立東一丁目
- 神立東二丁目

## 進学先中学校
- 土浦市立土浦第五中学校